# Gobemouche nain
Ficedula parva
Espèce
Répartition géographique
Statut de conservation UICN

 LC  : Préoccupation mineure
Le Gobemouche nain (Ficedula parva) est une espèce de passereaux appartenant à la famille des Muscicapidae.

## Description
Le Gobemouche nain est un très petit oiseau qui mesure autour de 12 cm.
Cet oiseau présente un dimorphisme sexuel : les mâles ont la gorge orangé, pas les femelles.

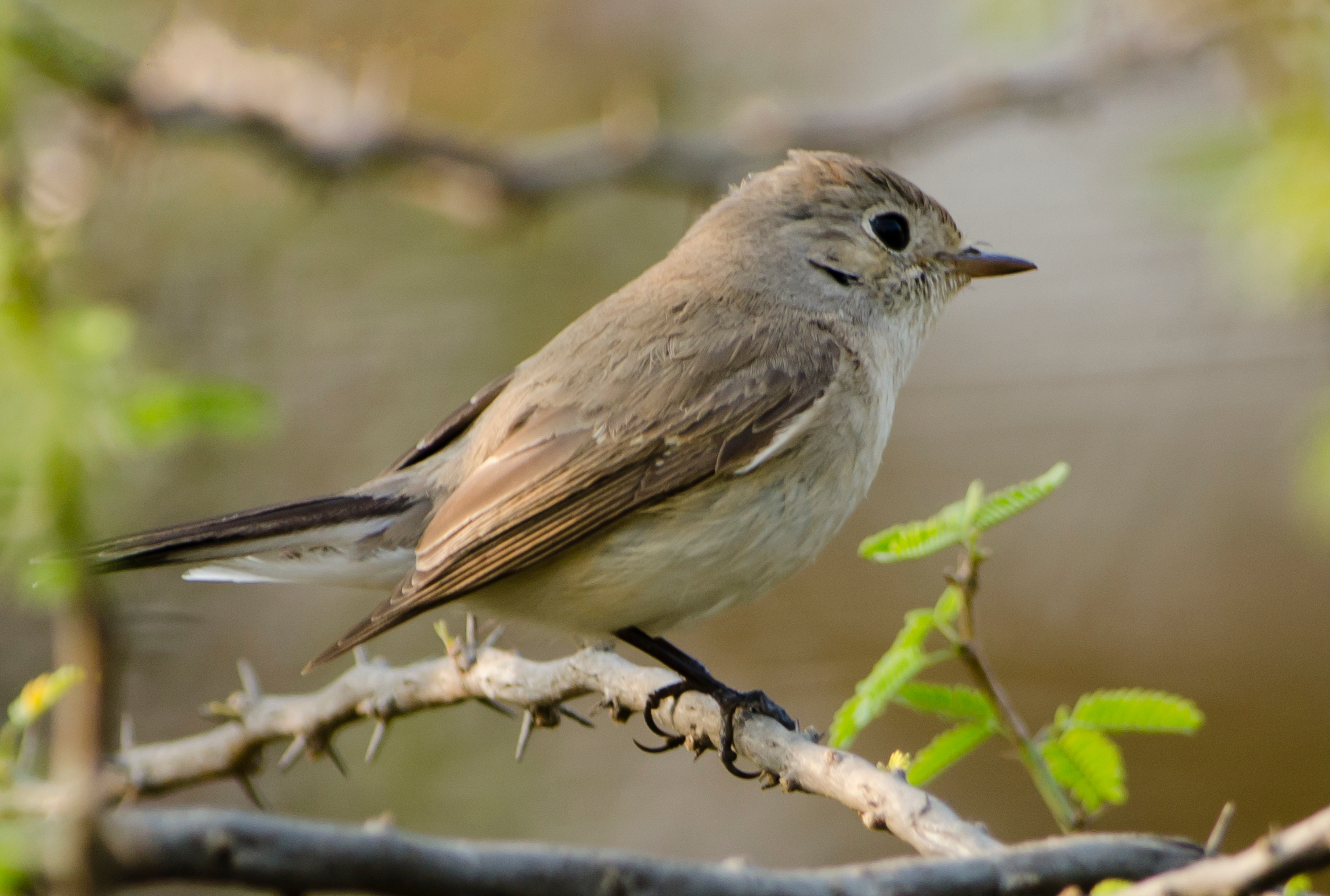
♀
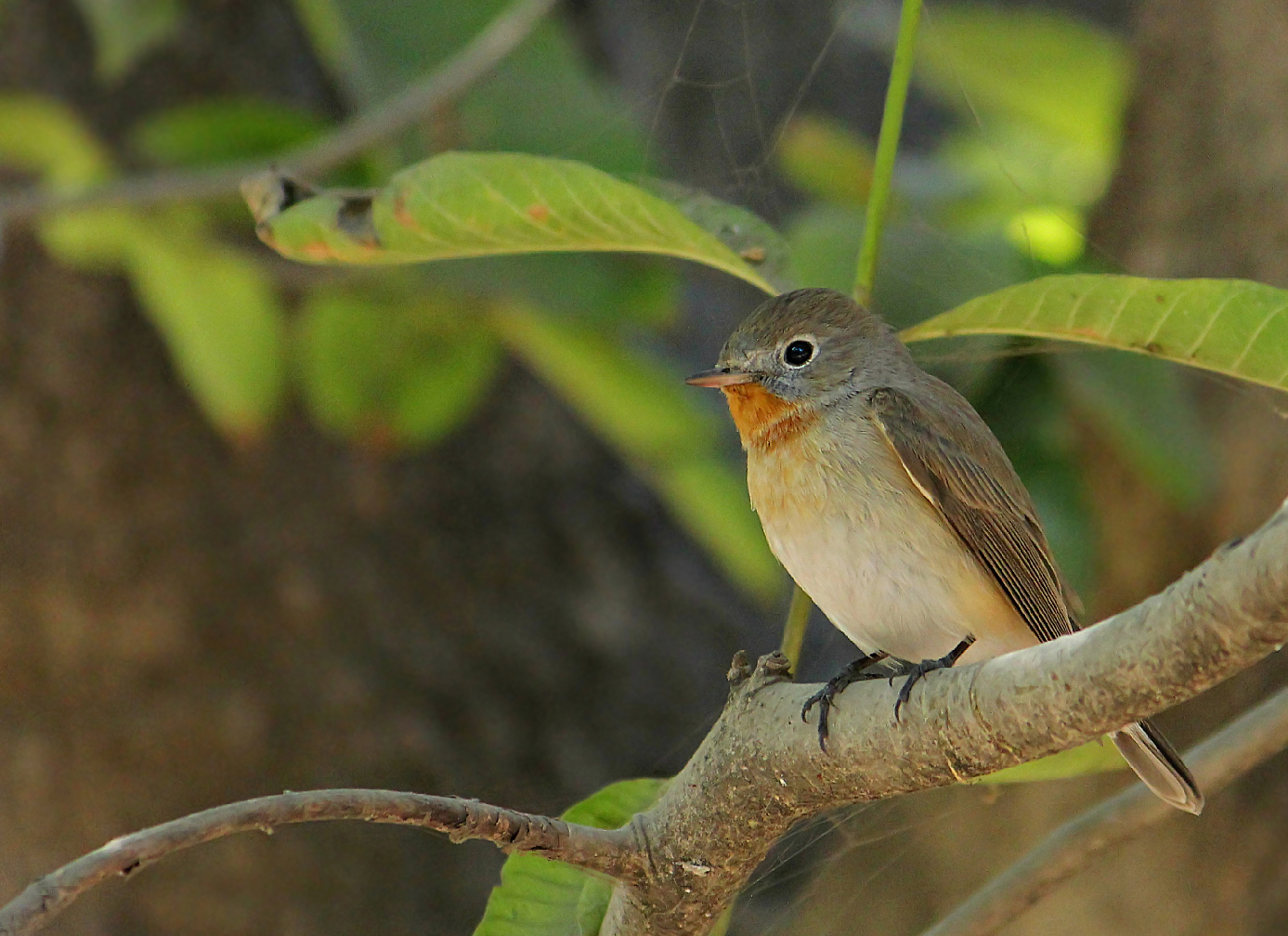
♂
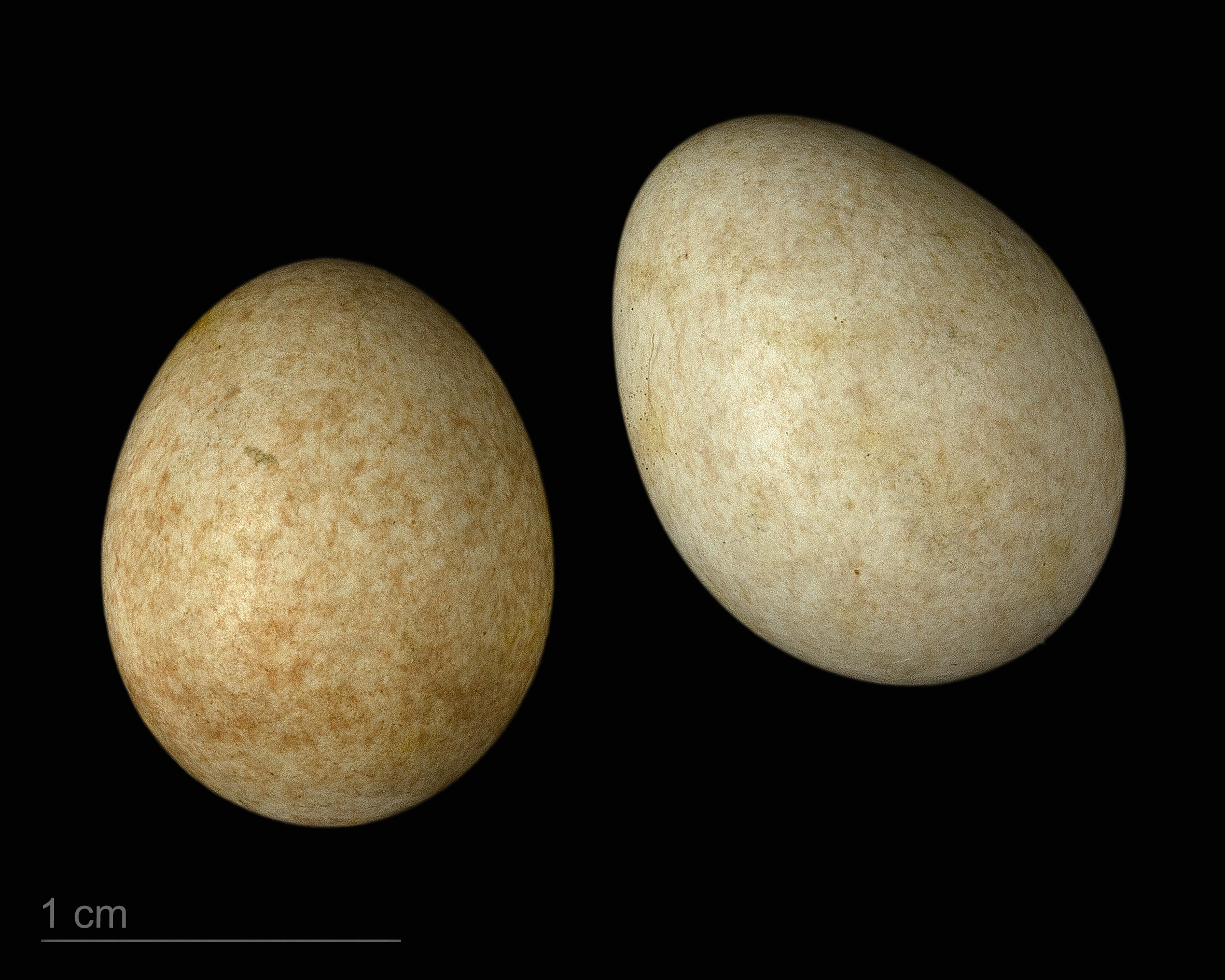
Oeuf de Ficedula parva - Muséum de Toulouse

## Alimentation
Ce passereau se nourrit d'insectes.

## Chant
C'est un oiseau chanteur.

## Nidification

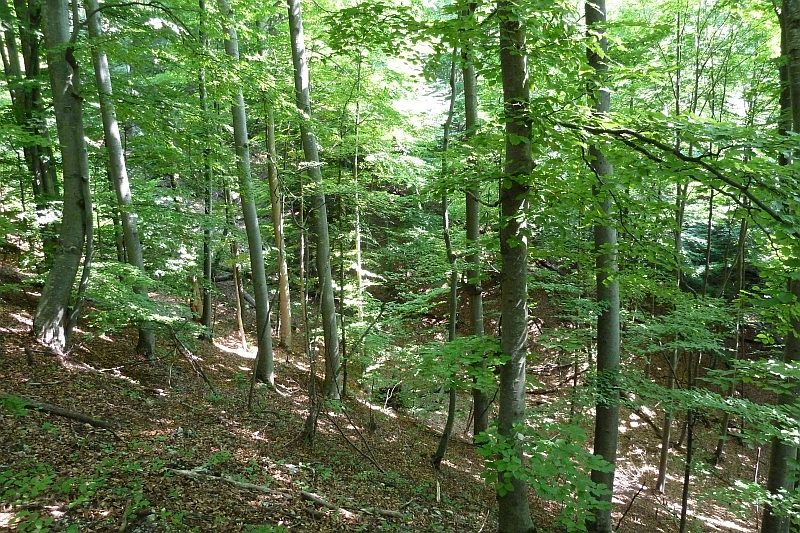
Bois typique où le Gobemouche nain niche, Parc national de Muránska planina, Slovaquie

Ce gobemouche niche dans les feuillages épais des bois caducifoliés ou mixtes, tant en plaine qu'en montagne.
Au printemps et en été, il construit un nid dans une cavité  tel un tronc d'arbre vermoulu.... Ce nid, en forme de coupe, est constitué de racines, de tiges d'herbes et de mousse. 

## Répartition

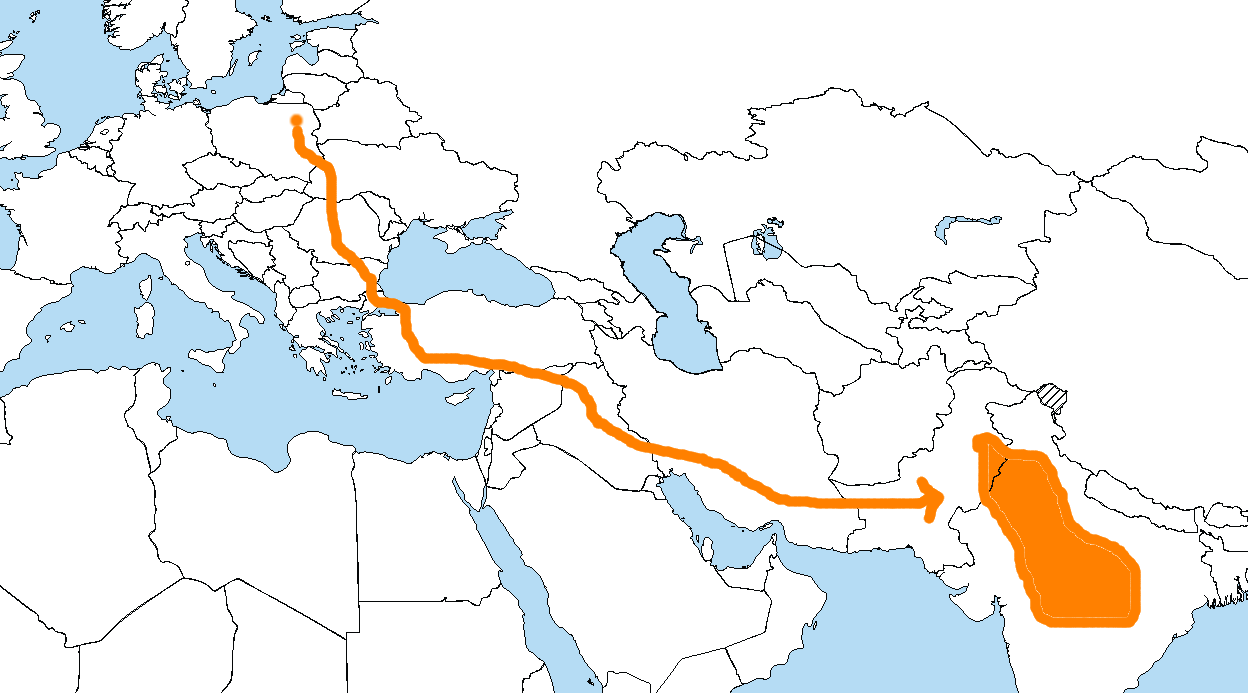
Route migratoire d'un gobe-mouche nain de la Pologne à l'Inde

Le Gobemouche nain est un oiseau migrateur.

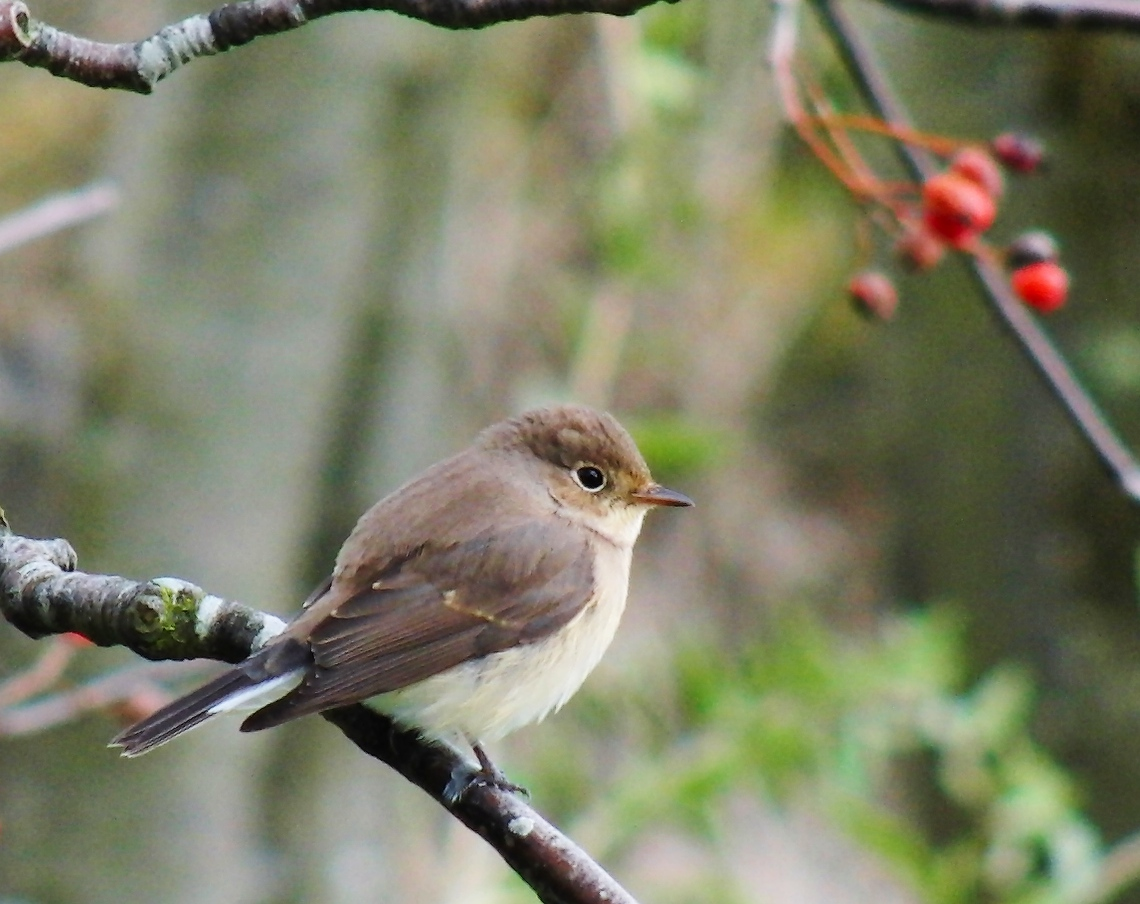
Une femelle en Suède

Il passe l'hiver dans une zone couvrant principalement une bonne partie de l'Inde ; on le rencontre dans les lisières et les boqueteaux.
Au printemps et en été, il remonte pour nidifier sur une large part de l'Europe de l'Est et du Nord ; il niche dans les bois.